# ألان اولسن
ألان اولسن (بالإنجليزية: Alan Olsen)‏ هو سياسي أمريكي، ولد في 24 مارس 1948 في الولايات المتحدة. حزبياً، نشط في الحزب الجمهوري. وقد انتخب عضو مجلس ولاية أوريغون.